# Bibong-myeon, Hwaseong
Bibong-myeon (koreanska: 비봉면) är en socken i den nordvästra delen av Sydkorea,  40 km sydväst om huvudstaden Seoul. Den ligger i kommunen Hwaseong i provinsen Gyeonggi.